# 福島県道44号棚倉矢吹線
福島県道44号棚倉矢吹線（ふくしまけんどう44ごう たなぐらやぶきせん）は、福島県東白川郡棚倉町から西白河郡矢吹町に至る県道（主要地方道）である。

## 概要

### 路線データ
- 起点：福島県東白川郡棚倉町逆川字屋敷
- 終点：福島県西白河郡矢吹町新町（国道4号交点 矢吹中町交差点）[要出典]
- 総延長：19.706 km
  - 実延長：19.687 km[1]

## 歴史
- 1959年（昭和34年）8月31日 - 福島県によって前身となる県道棚倉矢吹線として路線認定される[2]。
- 1982年（昭和57年）4月1日 - 建設省告示第935号により県道棚倉矢吹線が棚倉矢吹線として主要地方道に指定される。また、福島県によって現在の県道路線と路線名が認定される[3]。
- 1993年（平成5年）5月11日 - 建設省から、県道棚倉矢吹線が棚倉矢吹線として主要地方道に指定される[4]。

## 路線状況

### 旧称
- 茨城街道
- 棚倉街道
- 水戸街道

### 重用路線
- 福島県道75号塙泉崎線（白河市東深仁井田字刈敷坂 - 西白河郡中島村川原田字下町）

### バイパス
川原田工区（中島村）
中島村川原田地区・二子塚地区おいては集落内を通る当県道の幅員が狭隘であり円滑な車両交通の障害となっているほか、沿線に村立吉子川小学校があり、児童の通学の安全性も確保されていないことから2005年度（平成17年度）に事業化された。集落の東側を迂回しており、接続する福島県道75号塙泉崎線もバイパスへさらに東進される形になっている。2014年度（平成26年度）に県道75号延伸部とその北側（全長0.96 km）が、2022年（令和4年）2月26日には南側（全長1.04 km）がそれぞれ開通した。
- 起点 - 西白河郡中島村大字中島
- 終点 - 西白河郡中島村大字二子塚
- 全長 - 2.0 km
- 幅員 - 11.0 m（車道部6.5 m）

中畑バイパス
稲田バイパス

### 橋梁
社川橋
- 全長：49.0 m
- 幅員：10.0 m
- 竣工：1982年（昭和57年）[9]

棚倉町逆川字豊田・字拾石橋から堤字町田・堤字塚田に跨り、一級水系阿武隈川水系社川を渡る。橋上は上下対向2車線で供用され、上り線側に歩道が設置されている。
常陸橋（阿武隈川）
三文橋（泉川）
矢吹大橋
- 全長：329.0 m
  - 25.8 m

- 幅員：6.5（8.5） m
- 形式：5径間PCポステン中空床版橋＋単純PCプレテンT桁橋＋3径間PCポステン中空床版橋＋4径間PC連続ポステン中空床版橋（計13径間）
- 開通：1995年（平成7年）9月8日

矢吹町八幡町から新町に跨り、東北本線を渡る。東北本線茨城街道踏切の除却のため1988年度（昭和63年度）より立体交差化事業が行われ建設され、橋梁部を含む866.8 mの付け替えが行われた。橋脚は矢吹町の頭文字である「Y」をモチーフにデザインされている。総工費は8億6700万円。

## 地理

### 通過する自治体
- 福島県
  - 東白川郡
    - 棚倉町

  - 白河市
  - 西白河郡
    - 中島村
    - 矢吹町

### 交差する道路
- 棚倉町内
  - 国道289号（逆川字屋敷 起点）
  - 福島県道277号社田浅川線（堤字羽黒西）
- 白河市内
  - 福島県道278号釜子金山線（東釜子）
  - 福島県道75号塙泉崎線 塙方面（東深仁井田字刈敷坂）
  - 福島県道11号白河石川線（東深仁井田字刈敷坂）
- 中島村内
  - 福島県道75号塙泉崎線 泉崎方面（川原田字下町）
  - 福島県道139号母畑白河線（二子塚）
  - 福島県道137号泉崎石川線（滑津字背戸原西）
- 矢吹町内
  - 福島県道283号須賀川矢吹線（根宿）
  - あぶくま高原道路 矢吹中央IC（八幡町） - 町道を介して接続している。
  - 福島県道106号石川矢吹線・福島県道42号矢吹小野線（八幡町）
  - 国道4号・福島県道58号矢吹天栄線（新町 終点）

### 沿線にある施設など
- 白河市役所東庁舎
- 中島村立吉子川小学校
- 吉子川簡易郵便局
- 中島村立中島中学校
- 中島村役場
- 中島郵便局
- 矢吹町立中畑小学校
- メガステージ矢吹